# Anar (miasto)
Anar (pers. انار) – miasto w Iranie, w ostanie Kerman. W 2006 roku miasto liczyło 43 585 mieszkańców.